# فريدرك مايرز
فريدريك وليام هنري مايرز (بالإنجليزية: Frederic W. H. Myers)‏، (6 فبراير 1843، في كيسويك، كمبرلاند - 17 يناير 1901، في روما)، كان شاعر كلاسيكي، وعالم لغوي، ومؤسس جمعية الأبحاث النفسية.، ويعتبر مؤسس علم التخاطر. عمل مايرز على علم ما وراء النفس وله أفكار لم تقبل حول «الذات واعي» من قبل المجتمع العلمي.

## السيرة الذاتية
كان فريدريك مايرز أستاذ الكلاسيكيات في جامعة كامبريدج في إنجلترا. ولد في 1843 وتوفي في 1901. يتميز هذا الرجل بفضول عاطفي حول معنى الحياة البشرية. وقال انه كرس معظم سنواته في محاولة إرضاء هذا الفضول، لكنه فعل ذلك بطريقة غير عادية إلى حد ما. وقال انه لا المسام أكثر من الكتابات اللاهوتية والفلسفية تكهنات. وقال إنه يرى أنه إذا فعل حياة الإنسان لها غرض، ثم يمكن اكتشافه في اتجاه واحد فقط: من خلال دراسة التجارب الإنسانية. هذه القناعة قاده، في 1843، لتأسيس أول جمعية للبحوث روحي مع بعض من زملائه كامبريدج.
التخاطر (بالإنجليزية: Telepathy)هو مصطلح صاغه فريدرك مايرز عام 1882 ويشير إلى المقدرة على التواصل ونقل المعلومات من عقل إنسان لآخر، أي أنه يعني القدرة على اكتساب معلومات عن أي كائن واعي آخر، وقد تكون هذه المعلومات أفكار أو مشاعر، وقد استخدمت الكلمة في الماضي لتعبر عن انتقال الفكر. الكثير من الدراسات قامت لسبر أغوار هذه الظاهرة النفسية والتي لا تزال في موضع جدال علمي. الناقدون لهذه الظاهرة يقولون بأنها لا تملك نتائج متكررة ناجحة عندما تطبق في بحوث متعددة. هذا الظاهرة شائعة الاستخدام في أفلام الخيال العلمي والعلوم الحديثة. وبفضل تقنية التصوير العصبي صار من الممكن قراءة الأفكار داخل المخ. كلمة (Telepathy) هي من أصل يوناني لكلمة من مقطعين بمعنى التأثير عن بعد. ويعد التخاطر أحد مظاهر الحاسة السادسة أو الإدراك فوق الحسي، وللحاسة السادسة مظاهر أخرى مثل الاستبصار، والمعرفة المسبقة.

## روابط خارجية
- فريدرك مايرز على موقع الموسوعة البريطانية (الإنجليزية)
- فريدرك مايرز على موقع ميوزك برينز (الإنجليزية)